# Olympische Jugend-Sommerspiele 2014/Triathlon
Bei den Olympischen Jugend-Sommerspielen 2014 in der chinesischen Metropole Nanjing wurden drei Wettbewerbe im Triathlon ausgetragen.
Die Wettbewerbe fanden am 17., 18. und 21. August im Xuanwu Lake Park statt.
Es gab zwei Einzelrennen für Jungen und Mädchen sowie ein Rennen für gemischte Teams.

## Einzelrennen
Die Distanzen in den Einzelrennen waren 750 m Schwimmen, 20 km Radfahren und 5 km Laufen.

### Einzelrennen (Jungen)
Der Wettbewerb wurde am 18. August 2014 ab 9:00 Uhr ausgetragen.
| Platz | Land | Athlet                  | Zeit      |
| ----- | ---- | ----------------------- | --------- |
| 1     | GBR  | Ben Dijkstra            | 54:43 min |
| 2     | NZL  | Daniel Hoy              | 54:43 min |
| 3     | DEN  | Emil Deleuran Hansen    | 54:49 min |
| 4     | GER  | Peer Sonksen            | 54:57 min |
| 5     | CHI  | Javier Martin           | 55:32 min |
| 6     | ESP  | Alberto Gonzalez Garcia | 55:37 min |
| 7     | ITA  | Giulio Soldati          | 55:40 min |
| 8     | HUN  | Bence Lehmann           | 55:40 min |
| …     | …    | …                       | …         |
| 23    | AUT  | Philip Horwarth         | 1:00:03 h |

### Einzelrennen (Mädchen)
Das Rennen wurde am 17. August 2014 ab 9:00 Uhr ausgetragen.
| Platz | Land | Athletin              | Zeit      |
| ----- | ---- | --------------------- | --------- |
| 1     | AUS  | Britany Dutton        | 59:56 min |
| 2     | USA  | Stephanie Jenks       | 1:00:33 h |
| 3     | FRA  | Emilie Morier         | 1:00:55 h |
| 4     | GER  | Kirstin Ranwig        | 1:01:18 h |
| 5     | JPN  | Minami Kubono         | 1:01:24 h |
| 6     | NED  | Kirsten Nuyes         | 1:01:30 h |
| 7     | RUS  | Jelisaweta Schischina | 1:01:39 h |
| 8     | GBR  | Sian Rainsley         | 1:01:53 h |
| …     | …    | …                     | …         |
| 12    | AUT  | Sara Skardelly        | 1:03:01 h |

## Gemischtes Team (Kontinental)
Die Teams bestanden aus jeweils zwei Jungen und Mädchen. Für jeden Athleten eines Teams waren die Distanzen 250 m Schwimmen, 6,6 km Radfahren und 1,8 km Laufen.
Insgesamt für das Team also 1 km Schwimmen, 26,4 km Radfahren und 7,2 km Laufen.
Der Wettbewerb wurde am 21. August 2014 ab 9:00 Uhr ausgetragen.
| Platz | Team | Athletin 1      | Athlet 1              | Athletin 2          | Athlet 2      | Zeit      |
| ----- | ---- | --------------- | --------------------- | ------------------- | ------------- | --------- |
| 1     | EUR1 | Kirstin Ranwig  | Emil Deleuran Hansen  | Emilie Morier       | Ben Dijkstra  | 1:22:17 h |
| 2     | EUR3 | Sian Rainsley   | Giulio Soldati        | Carmen Gomez Cortes | Bence Lehmann | 1:22:30 h |
| 3     | OCE1 | Brittany Dutton | Jack Van Stekelenburg | Elizabeth Stannard  | Daniel Hoy    | 1:23:10 h |